# Hoplia ingrata
Hoplia ingrata är en skalbaggsart som beskrevs av Leon Fairmaire 1888. Hoplia ingrata ingår i släktet Hoplia och familjen Melolonthidae. Inga underarter finns listade i Catalogue of Life.